# Centro Universitário Campo Real
O Centro Universitário Campo Real é uma instituição de ensino superior privada localizada na cidade de Guarapuava, estado do Paraná.
A instituição foi fundada no ano 2000 no bairro Santa Cruz.